# 옥시링쿠스 파피루스 29번

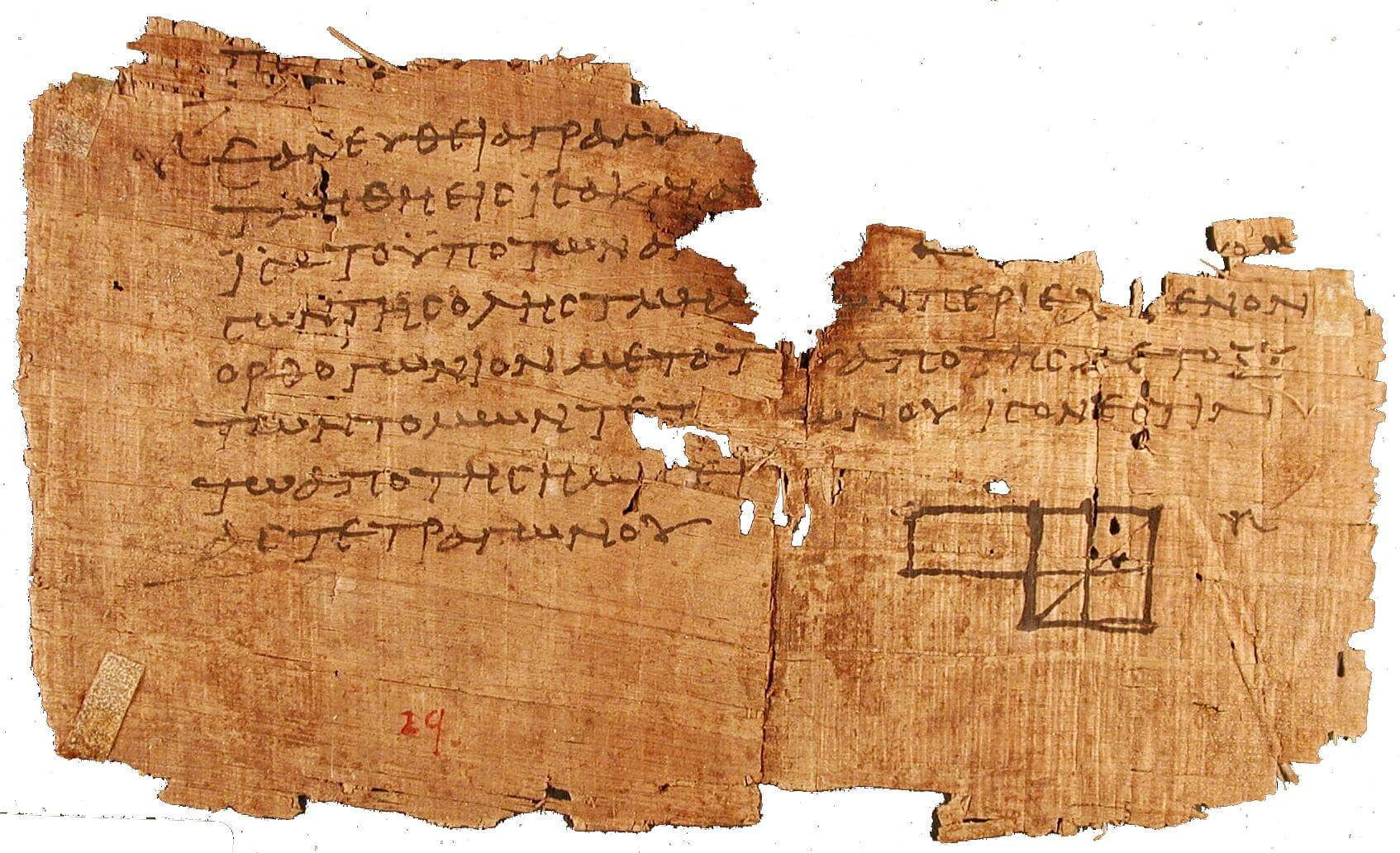
옥시링쿠스 파피루스 29번

옥시링쿠스 파피루스 29번(Papyrus Oxyrhynchus 29 ,P. Oxy. 29)은 버나드 파인 그렌펄과 아서 서리즈 헌트가 1897년 옥시링쿠스에서 발견한 파피루스 문서 조각이다. 《에우클레이데스의 원론》 제2권의 일부가 기록되어 있다. 작성 시기는 3세기 말에서 4세기 초 사이로 추정되어 왔다. 최근 연구에서는 기원후 75년부터 125년 사이로 보고 있다. 현재는 펜실베이니아 대학교 박물관이 소장하고 있으며, 1898년 그렌펄과 헌트에 의해 문서의 내용이 공개되었다.

## 상태와 내용
옥시링쿠스 파피루스 29번은 불규칙하게 기울어진 언셜 문자로 된 그리스문자로 작성되어 있다. 이오타 서브스크립트는 사용되지 않았으며 약간의 철자 오류가 있다. 크기는 85 × 152 mm이다.
쓰여 있는 내용은 《에우클레이데스의 원론》 제2권의 다섯 번째 문제이다. 그 보다 앞선 내용도 약간 적혀 있으며, 증명은 적혀 있지 않고 설명이 없는 다이어그램만이 그려져 있다. “하나의 직선이 두 선분에 대하여 균등 분할과 불균등 분할을 한다면, 불균등 분할된 선분을 포함하는 직사각형은 직선에 의한 분할점으로 그린 전체 직사각형을 이등분한다. ”고 적혀 있다.

## 같이 보기
- 옥시링쿠스 파피루스
- 옥시링쿠스 파피루스 28번
- 옥시링쿠스 파피루스 30번